# Estación de Núñez de Balboa
Núñez de Balboa es una estación de las líneas 5 y 9 del Metro de Madrid situada entre los barrios de Castellana y Lista, ambos en el distrito de Salamanca.

## Historia
La estación es muy extensa en cuanto a pasillos se refiere, ya que el transbordo entre ambas líneas se realiza a través de un largo pasillo con suelos rodantes. La situación precisa de los andenes es la siguiente:
- Línea 5: bajo la calle Juan Bravo entre los cruces con las calles Velázquez y Núñez de Balboa. De ahí el nombre de la estación, si bien la calle Núñez de Balboa es muy larga. La estación se inauguró el 26 de febrero de 1970,[1][2][3][4] y abrió al público el 2 de marzo del mismo año[5] junto con los accesos de Velázquez y Núñez de Balboa.

- Línea 9: bajo la calle de Príncipe de Vergara entre la plaza del Marqués de Salamanca y el cruce con la calle Juan Bravo. La estación se abrió al público el 24 de febrero de 1986 junto con el largo pasillo de conexión con la otra línea y el acceso de la plaza del Marqués de Salamanca.[6][7]

Entre el 5 de agosto y el 7 de septiembre de 2023, permanecieron cerrados los andenes de línea 9 por obras en el tramo Colombia-Príncipe de Vergara, cortado por obras. Se estableció un Servicio Especial de autobús gratuito con parada en las inmediaciones de la estación.

## Accesos
Vestíbulo Juan Bravo
- Velázquez C/ Velázquez, 92 (bulevar central esquina C/ Juan Bravo, 11 y 16). Para Museo Lázaro Galdiano. Acceso a andenes de Línea 5
- Núñez de Balboa C/ Núñez de Balboa, 85 (bulevar central esquina C/ Juan Bravo, 13 y 22). Para Fundación Juan March. Acceso a andenes de Línea 5

Vestíbulo Marqués de Salamanca
- Plaza Marqués de Salamanca Pza. Marqués de Salamanca, 10. Para C/ Príncipe de Vergara y C/ José Ortega y Gasset. Acceso a andenes de Línea 9

## Líneas y conexiones

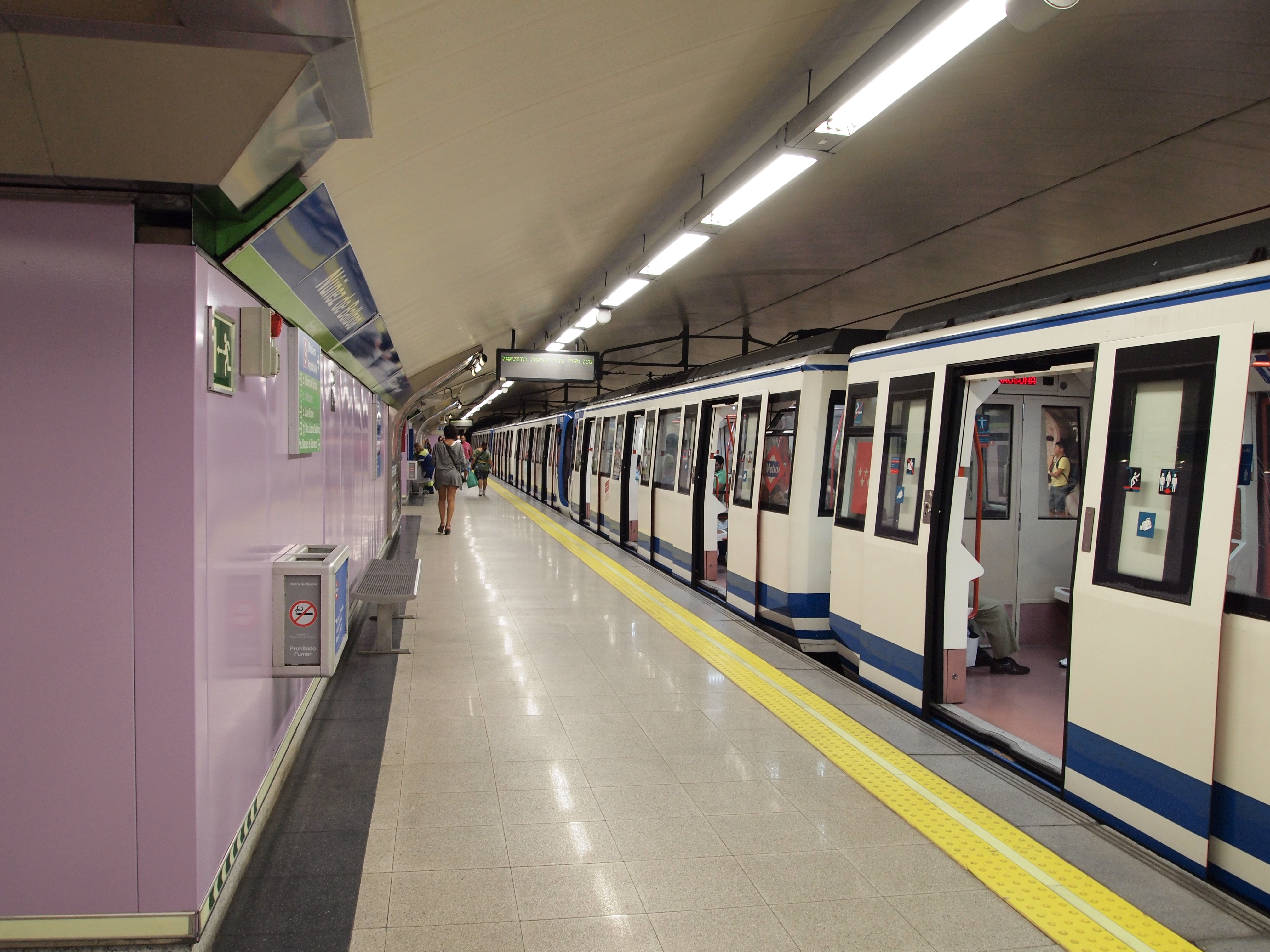
Andenes de la Línea 5.

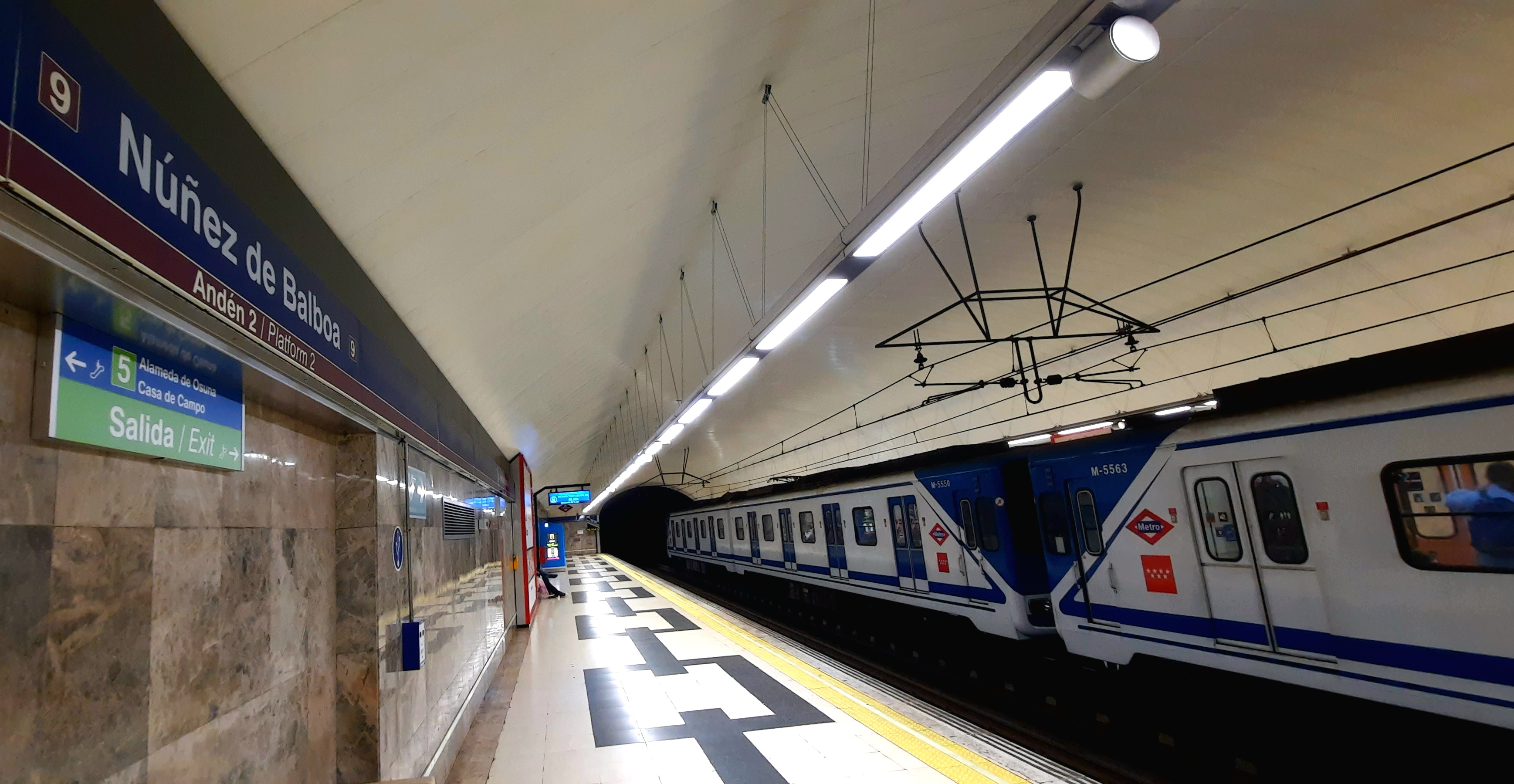
Andenes de la Línea 9.

### Metro
| << cabecera      | < estación         | línea | estación >          | cabecera >>                                         |
| ---------------- | ------------------ | ----- | ------------------- | --------------------------------------------------- |
| Alameda de Osuna | Diego de León      |       | Rubén Darío         | Casa de Campo                                       |
| Paco de Lucía    | Avenida de América |       | Príncipe de Vergara | Arganda del Rey Cambio de tren en Puerta de Arganda |

### Autobuses

Mapa de la zona de la estación de Núñez de Balboa con los recorridos y paradas de las líneas de autobuses de la EMT.

| Diurnos   |                          |                                                        |
| Línea     | Destino                  | Parada                                                 |
| 9         | Hortaleza                | 427 VELÁZQUEZ-JUAN BRAVO                               |
| 19        | Plaza de Cataluña        | 427 VELÁZQUEZ-JUAN BRAVO                               |
| 51        | Plaza del Perú           | 427 VELÁZQUEZ-JUAN BRAVO                               |
| 1         | Prosperidad              | 731 MARQUÉS DE SALAMANCA (C/ José Ortega y Gasset, 34) |
| 74        | Parque de las Avenidas   | 731 MARQUÉS DE SALAMANCA (C/ José Ortega y Gasset, 34) |
| 1         | Plaza de Cristo Rey      | 732 MARQUÉS DE SALAMANCA (C/ José Ortega y Gasset, 33) |
| 74        | Paseo del Pintor Rosales | 732 MARQUÉS DE SALAMANCA (C/ José Ortega y Gasset, 33) |
| 29        | Avenida de Felipe II     | 2232 MARQUÉS DE SALAMANCA (C/ Príncipe de Vergara, 49) |
| 52        | Sol / Sevilla            | 2232 MARQUÉS DE SALAMANCA (C/ Príncipe de Vergara, 49) |
| 29        | Manoteras                | 4052 MARQUÉS DE SALAMANCA (C/ Príncipe de Vergara, 56) |
| 52        | Santamarca               | 4052 MARQUÉS DE SALAMANCA (C/ Príncipe de Vergara, 56) |
| Nocturnos |                          |                                                        |
| Línea     | Destino                  | Parada                                                 |
| N4        | Barajas                  | 427 VELÁZQUEZ-JUAN BRAVO                               |
| N2        | Plaza de Cibeles         | 2232 MARQUÉS DE SALAMANCA (C/ Príncipe de Vergara, 49) |
| N2        | Valdebebas               | 4052 MARQUÉS DE SALAMANCA (C/ Príncipe de Vergara, 56) |